# Eleocharis densa
Eleocharis densa är en halvgräsart som beskrevs av George Bentham. Eleocharis densa ingår i släktet småsäv, och familjen halvgräs. Inga underarter finns listade i Catalogue of Life.